# 冨田真之介
冨田 真之介（とみた しんのすけ、1985年10月15日 - ）は、日本の俳優。所属事務所はオフィスのいり。

## 来歴・人物
- 東京都出身。オー・エンタープライズ所属。
- 国士舘高等学校、国士舘大学21世紀アジア学部卒業。
- 身長170cm、体重52kg。血液型はO型。趣味はギターとスノーボード。
- TBSの超人気ドラマ「渡る世間は鬼ばかり」の子役オーディションに4歳の時に合格し、岡倉家の三女・文子の息子の高橋望役として、第1シリーズから第10（最終）シリーズまで20年以上に渡り一貫して出演している。

## 出演

### テレビドラマ
- 春日局（1989年、NHK）
- 凛々と（1990年、NHK）
- 翔ぶが如く（1990年、NHK）
- ホットドッグ（1990年、TBS）
- 渡る世間は鬼ばかり（1990年〜2013年、TBS）- 高橋望 役
- 金曜プレステージ 浅見光彦シリーズ43（2012年1月27日、フジテレビ）- 武井 役

### 映画
- バカヤロー!3 へんな奴ら（1990年）

### バラエティー
- オールスター感謝祭'04秋 超豪華！クイズ決定版 この秋お待たせ特大号（2004年10月2日、TBS）

### 舞台
- 初蕾（三越劇場）
- 渡る世間は鬼ばかり（芸術座）
- 椅子の上の猫
- 渡る世間は鬼ばかり（明治座）

### CM
- 小学館「21世紀子供大百科」

### PV
- 稲垣潤一「大人の夏景色」（2007年）